# Nesticus iwatensis
Nesticus iwatensis är en spindelart som beskrevs av Takeo Yaginuma 1979. Nesticus iwatensis ingår i släktet Nesticus och familjen grottspindlar. Inga underarter finns listade i Catalogue of Life.